# Великий Католицький Монарх

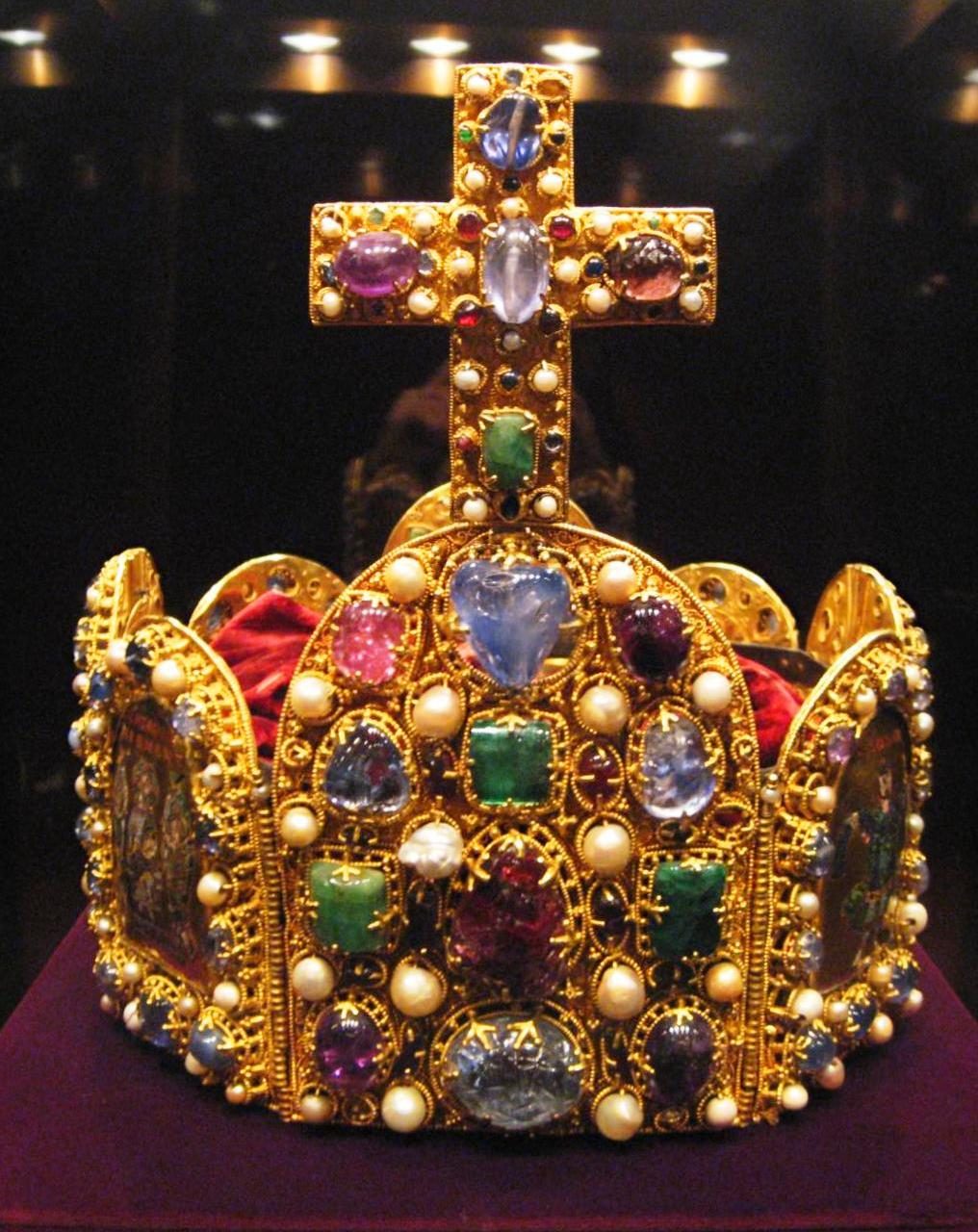

Великий Католицький Монарх (фр. Grand Monarque, англ. Great Monarch) — концепція, яка мала певне місце в неофіційній римсько-католицькій есхатології, в основному, як французький варіант монархічної середньовічної теми останнього римського імператора. Вона прогнозує, що в останні часи з'явиться монарх на землі, відновить французьке царство і приступить до виконання своїх функцій біблійного захисника перед пришестям Антихриста.
Народження майбутнього Великого Монарха на території Франції є спірним твердженням. Наприклад, деякі трактологи вважають, що майбутній Монарх народиться (або вже народився) в Україні, Білорусі чи Росії.

## Пророцтва Нострадамуса

### Великий Монарх і Україна
Катрен 3-95: «Закон маврів виявиться змученим, Перед лицем іншого, спокусливішого; Борисфен впаде першим,[Новий закон] привабливіший своїми дарами і мовою».
«Закон маврів» - іслам. В альманасі 1565 року Нострадамус писав: «Серед людей маврської (morique) або магометанської (Mahumetique) секти виникне у сто разів більше суперечок, збуджень, ратних хвилювань, ніж у християнському світі ... Перемога буде за людьми Заходу, а з маврської секти - занепад ...; [положення планет] показує, таким чином, візантійцям серйозний занепад маврського царювання і монархії за допомогою великих чвар і розколів серед них».
Борисфен - грецька назва Дніпра, що в XVI столітті протікав по територіях Русі, Польсько-Литовської держави та Кримського ханства. Цю назва носив також острів Березань на північному заході Чорного моря в античний час, на ньому відкрито найдавніше на території колишнього СРСР давньогрецьке поселення. У астрологічному сенсі Борисфен - значна територія на сході Європи. Рішар Русса пише про підпорядкований Меркурію «шостий клімат, клімат Борисфена» - території Центральної Європи від витоків Дніпра до області південніше Уральських гір.
Можливо, що під Борисфеном мається на увазі сучасна Україна, яка повинна оновити християнську релігію і встановити у світі «новий закон» - нові принципи світоустрою та міжнародного порядку. Подібна ідея у філософських диспутах не нова.